# Ukryta prawda (film 2011)
 Ukryta prawda (ang. Exposed) – telewizyjny kanadyjski thriller z 2011 roku, znany też w Polsce pod alternatywnym tytułem Na oczach wszystkich.

## Fabuła
Piękna nauczycielka, Emily Bennett, pada ofiarą nieznanego sprawcy, który rozesłał do pracowników jej szkoły i uczniów zmontowane fotografie, przedstawiające nagą kobietę z jej twarzą. Policja przesłuchuje wszystkich podejrzanych: byłego chłopaka Emily, jej obecnego partnera Andrew oraz jednego z uczniów, Josha, z którym nauczycielka miała zatarg. Wkrótce wychodzi na jaw, że sprawa wiąże się z porwaniem innej młodej kobiety Amy. Dziewczyna ta także dostawała swoje sfabrykowane zdjęcia w negliżu. Wszystko wskazuje na to, że teraz Emily stała się celem groźnego psychopaty. 

## Obsada
- Jodi Lyn O’Keefe - Emily Bennett
- Peter Stebbings - Andrew James Gray
- David Orth - Warren Morrow
- Ray Galletti - Detektyw Costa
- James A. Woods - Justin Reynolds
- Caroline Redekopp - Detektyw Nolan
- Luca Palladini - Ryan
- Mélanie St-Pierre - Amy Stewart